# 俄乌战争期间的国际制裁

俄罗斯
对俄罗斯实施制裁的国家：
实施制裁的国家
欧盟 - 集体实施制裁的国家

2014年2月下旬，歐美在俄羅斯兼併克里米亞後對俄進行一輪制裁。由美国、欧盟以及其他国家和国际组织针对俄罗斯和乌克兰的个人、企业和官员实施相关制裁。俄罗斯也对多个国家实施制裁，包括全面禁止从澳大利亚、加拿大、挪威、日本进口食品等。

## 西方制裁的效果與非西方國家的互動
制裁促成了俄罗斯卢布的崩溃和俄罗斯的金融危机。它们还对一些欧盟国家造成了经济损失。截至2014年，俄罗斯财政部长宣布制裁使俄罗斯损失了400亿美元，由于2010年代石油供应过剩导致同年油价下跌，2014年又损失了1000亿美元。2018年8月实施的最新制裁之后，俄罗斯遭受的经济损失约占GDP增长预期的0.5至1.5%。
除了制裁之外，俄罗斯总统弗拉基米尔·普京还指责美国与沙特阿拉伯合谋通过降低石油价格来故意削弱俄罗斯经济。2016年年中，俄罗斯因金融制裁损失了大约1700亿美元，另外还有4000亿美元的石油和天然气收入损失。
2022年俄羅斯入侵烏克蘭後，俄羅斯受到了更加嚴厲的制裁。不過透過一些第三方中立國家，以及俄羅斯早就被制裁而使得經濟水平有限，反而使國家的財政並沒有崩潰，這也引來的一些受到美國圍堵的國家的參考，儘管中俄經濟結構有根本性的不同，俄羅斯的天然資源屬於硬通貨，同時及鄰居不少也是國際黑市的轉口貿易國，使金融曝險差異很大，但這仍然提供了相當的經驗與協助意願。